# جمال تسلق
جمال تسلق (مواليد 1970) هو مصمم أزياء فلسطيني رفيع المستوى، يعيش ويعمل في إيطاليا.

## السيرة الشخصية
ولد تسلق في نابلس عام 1970، ودرس الموضة في إيطاليا.
عرض أعماله في عروض الأزياء: الموضة لأجل السلام، الموضة في منطقة البحر المتوسط، جمع التبرعات للمحتاجين، عرض أزياء اليونيسيف لأجل الأطفال.
من أهم المعارض التي عرض فيها أعماله:
- نيسان 2011 - رام الله، فلسطين [1] [2] [3]
- ديسمبر 2010 - مراكش، المغرب - يوم الموضة في المغرب خلال [[مهرجان مراكش الدولي للسينما
- نيسان 2010 - عمان، الأردن - عرض الأزياء الراقية في فندق فور سيزونز
- فبراير 2009 - روما، إيطاليا - عرض الأزياء الراقية
- كانون الأول (ديسمبر) 2009 - سورينتو، إيطاليا - في إطار الحياة الراقية لإيطاليا
- نوفمبر 2009 - كوالالمبور، ماليزيا - بحضور الملك والملكة
- يونيو 2009 - فلورنسا، إيطاليا - عرض أزياء
- فبراير 2008 - روما، إيطاليا، عرض الأزياء الراقية في AltaRoma AltaModa [4]

ارتدى مطربون إيطاليون مشهورون تصاميمه على شاشات التلفزيون وفي الحفلات الموسيقية والمهرجانات الرئيسية. 

## روابط خارجية
- الموقع الرسمي